# Spilosoma rishiriensis
Spilosoma rishiriensis là một loài bướm đêm thuộc phân họ Arctiinae, họ Erebidae.